# Lola T97/30
El Lola T97/30 fue el coche con el que el equipo MasterCard Lola de Fórmula 1 intentó competir en la temporada 1997 de Fórmula 1. Lo conducían Vincenzo Sospiri, campeón de Fórmula 3000 en 1995, y Ricardo Rosset, quien pasó de Footwork. Sin embargo, la permanencia del equipo en la F1 fue breve. El primer chasis Lola en competir en este deporte desde 1993 se planeó originalmente para la temporada 1998. Sin embargo, debido a la presión del patrocinador principal, MasterCard, el coche se puso en servicio apresuradamente un año antes de lo previsto. El T97/30 no fue un éxito, ya que no logró clasificar ni con Sospiri ni con Rosset en su único intento, que fue la primera ronda de la temporada 1997 en Australia antes de que el equipo y los autos fueran retirados de la siguiente carrera en Brasil. Ni el T97/30 ni el equipo volvieron a ser vistos compitiendo en un Gran Premio a partir de entonces, ya que Lola se retiró del campeonato de 1997 debido a dificultades financieras y técnicas, ya que sólo compitió (y tuvo un desempeño muy pobre) en un fin de semana de carrera.

## Historia

### Pretemporada
Lola fue el segundo equipo nuevo para la temporada de 1997, el otro fue Stewart Grand Prix, cuyo fundador del equipo y diseñador del T97/30, Eric Broadley, afirmó en la pretemporada antes del lanzamiento de sus autos a principios de 1997, era el equipo en el que sentía su equipo. debería estar latiendo. Broadley también citó a sus compañeros de neumáticos Bridgestone que usaban el equipo Arrows, que había contratado al entonces campeón mundial Damon Hill para 1997, como otro equipo que sería un punto de referencia para el desempeño de Lola en 1997. Debido al entusiasmo del patrocinador MasterCard por hacer que el equipo funcionara un año antes de lo planeado, el equipo construyó apresuradamente el T97/30 apenas unas semanas antes de que comenzara la temporada. Mientras que Stewart (que había anunciado su inscripción incluso antes del inicio de la temporada de 1996) había completado semanas de pruebas, Lola apenas había cubierto kilómetros antes del inicio de la temporada. El T97/30 se presentó en el Hotel Hilton de Londres el 20 de febrero de 1997.

### Fin de semana en Australia y test de Silverstone
Las ambiciones de pretemporada de Broadley de competir y vencer al equipo Stewart respaldado por Ford no se cumplieron en la primera ronda de la temporada en Melbourne, donde las primeras pruebas breves mostraron que ambos autos eran lentos en línea recta y también en las curvas; la aerodinámica produce demasiada resistencia y poca carga aerodinámica. Esto también significó que los coches no podían conseguir que los neumáticos alcanzaran la temperatura adecuada. Ninguno de los pilotos pudo acercarse a un tiempo lo suficientemente bueno para calificar, ya que tuvieron problemas con los autos de difícil manejo. Al final, ni Sospiri ni Rosset lograron clasificarse, a 11,6 y 12,7 segundos respectivamente del ritmo, mientras que los dos coches de Stewart Grand Prix se clasificaron cómodamente para la misma carrera. Los coches fueron probados en Silverstone poco después del Gran Premio de Australia, pero ambos volvieron a ser los más lentos con tiempos de más de 9 segundos por detrás de los primeros.

### Fin de la trayectoria
Los coches fueron transportados a Brasil para la carrera en Interlagos, pero el patrocinador principal MasterCard retiró su apoyo (y todos los demás patrocinadores siguieron el ejemplo de MasterCard en el último minuto) y permanecieron en el garaje durante el resto del fin de semana, retirándose posteriormente de la carrera. El equipo posteriormente se retiró del campeonato.
El equipo quedó descalificado en el Campeonato de Constructores, sin finales de carrera ni puntos.

## Desarrollo

### Chasis y suspensión
El Lola T97/30 tenía un monocasco fabricado con fibra de carbono y cubierto con paneles de plástico. Los laterales eran grandes y de líneas rectas. Recordaban al Benetton B194, cuyo diseñador Julian Cooper pasó a manos de Lola a finales de 1994. La aerodinámica del T97/30 se desarrolló exclusivamente por ordenador. Se omitió una prueba en el túnel de viento debido a limitaciones de tiempo. En cambio, los resultados de pruebas anteriores en el túnel de viento con los vehículos Indy Car de Lola se utilizaron y transfirieron a la Fórmula 1. La suspensión constaba de dobles horquillas. Los resortes internos y los amortiguadores se accionaban mediante varillas de empuje y balancines. Un importante punto débil del T97/30 era su aerodinámica: el coche no desarrollaba suficiente agarre mecánico o aerodinámico, por lo que los conductores no podían llevar los neumáticos a la temperatura de trabajo adecuada. Además, el coche tenía demasiada carga aerodinámica en las rectas y muy poca en las curvas.

### Motor
Estaba propulsado por un motor Cosworth de ocho cilindros. A diferencia de Tyrrell, Lola no utilizó un motor ED estándar, sino el Cosworth ECA, conocido como Ford Zetec-R. El motor era una evolución del motor de ocho cilindros con el que Michael Schumacher ganó el campeonato mundial de pilotos en 1994. Corrió en versión de cilindrada reducida en Sauber en 1995 y en Forti en 1996 y se diferenciaba del ED Tyrrell del cliente, entre otras cosas, en diferentes dimensiones y materiales de mayor calidad. Sin embargo, con 130 kg, era el motor más pesado de la parrilla de salida de 1997 (el motor de diez cilindros del equipo McLaren desarrollado en Ilmor era 15 kg más ligero) y "no particularmente potente". Sólo el motor Hart de ocho cilindros utilizado por Minardi era aún más débil.

### Un motor de diez cilindros
Eric Broadley describió la elección del motor Ford en la presentación del equipo en febrero de 1997 como una solución provisional y afirmó que su equipo utilizará un motor de diez cilindros de desarrollo propio en un futuro previsible. A finales de 1996, Lola encargó su desarrollo al fabricante de motores británico Al Melling. Según los planes de Broadley, el Melling de diez cilindros debía someterse a sus primeras pruebas en abril de 1997 y utilizarse regularmente en los grandes premios a partir del verano de 1997. En el invierno de 1996/97, Melling desarrolló un motor de Fórmula 1 que, según informes británicos, estuvo listo para las pruebas en febrero de 1997, pero no se desarrolló más después de que el equipo colapsara en marzo de 1997.

## Resultados
(Clave) (negrita indica pole position) (cursiva indica vuelta rápida)

| Año     | Motor   | Neu. | N.º | Pilotos          | 1   | 2   | 3   | 4   | 5   | 6   | 7   | 8   | 9   | 10  | 11  | 12  | 13  | 14  | 15  | 16  | 17  | Puntos | Pos. |
| ------- | ------- | ---- | --- | ---------------- | --- | --- | --- | --- | --- | --- | --- | --- | --- | --- | --- | --- | --- | --- | --- | --- | --- | ------ | ---- |
| 1997    | Ford V8 | B    |     |                  | AUS | BRA | ARG | SMR | MON | ESP | CAN | FRA | GBR | GER | HUN | BEL | ITA | AUT | LUX | JPN | EUR | 0      | NC   |
| 1997    | Ford V8 | B    | 24  | Vincenzo Sospiri | DNQ | DNP |     |     |     |     |     |     |     |     |     |     |     |     |     |     |     | 0      | NC   |
| 1997    | Ford V8 | B    | 25  | Ricardo Rosset   | DNQ | DNP |     |     |     |     |     |     |     |     |     |     |     |     |     |     |     | 0      | NC   |
| Fuente: |         |      |     |                  |     |     |     |     |     |     |     |     |     |     |     |     |     |     |     |     |     |        |      |